# 普吕聚内特
普吕聚内特（法語：Pluzunet，法語發音：[plyzynɛt] ⓘ）是法国阿摩尔滨海省的一个市镇，位于该省西部，属于拉尼永区。

## 地理
普吕聚内特（48°38'29"N, 3°22'11"W）面积22.87 平方千米，位于法国布列塔尼大區阿摩尔滨海省，该省份为法国西北部沿海省份，位于布列塔尼半岛北部，北濒大西洋英吉利海峡，西接菲尼斯泰尔省，南至莫尔比昂省，东临伊勒-维莱讷省。
与普吕聚内特接壤的市镇（或旧市镇、城区）包括：贝加尔、卡旺、卢阿尔加特、普卢贝尔、普拉特、通凯代克、特雷格罗姆、勒维约马尔谢。

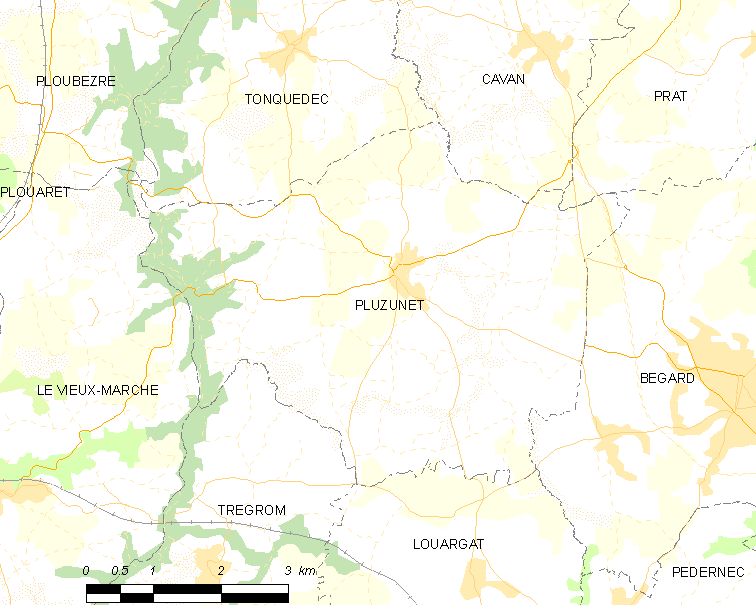
普吕聚内特的OSM定位图

普吕聚内特的时区为UTC+01:00、UTC+02:00（夏令时）。

## 行政
普吕聚内特的邮政编码为22140，INSEE市镇编码为22245。

## 政治
普吕聚内特所属的省级选区为贝加尔县。

## 人口

1962-2008年间普吕聚内特人口变化图示

普吕聚内特于2022年1月1日时的人口数量为984人。